# Giacomo Morandi
Giacomo Morandi (ur. 24 sierpnia 1965 w Modenie) – włoski duchowny katolicki, arcybiskup ad personam, biskup Reggio Emilia-Guastalla od 2022.

## Życiorys
11 kwietnia 1990 otrzymał święcenia kapłańskie i został inkardynowany do archidiecezji Modena-Nonantola. Był m.in. wykładowcą instytutów w Modenie i w Rzymie, wikariuszem biskupim (odpowiadał za ewangelizację, katechezę i kulturę) oraz wikariuszem generalnym archidiecezji.
27 października 2015 został mianowany przez papieża Franciszka podsekretarzem Kongregacji Nauki Wiary. 18 lipca 2017 został mianowany sekretarzem tej kongregacji oraz arcybiskupem tytularnym Caere. 30 września 2017 w katedrze modeńskiej sakry udzielił mu wikariusz generalny diecezji rzymskiej – arcybiskup Angelo De Donatis. Współkonsekratorami byli Erio Castelucci – arcybiskup Modeny i Luciano Monari – wówczas administrator apostolski diecezji Brescia.
10 stycznia 2022 został mianowany biskupem ordynariuszem diecezji Reggio Emilia-Guastalla. 13 marca dokonał ingresu w katedrze i kanonicznego objęcia diecezji.